# Championnat du Laos de football 2016
Navigation
Saison précédente Saison suivante
La saison 2016 du Championnat du Laos de football est la vingt-sixième édition du championnat de première division au Laos. Cette édition regroupe quatorze clubs au sein d'une poule unique, où ils s'affrontent à deux reprises. Le système de promotion-relégation n'est pas connu.
C'est le Lanexang United Football Club qui remporte la compétition cette saison après avoir terminé en tête du classement final, avec six points d'avance sur le tenant du titre, Lao Toyota FC et dix-neuf sur le CSC Champa FC. C'est le tout premier titre de champion du Laos de l'histoire du club. Le club se qualifie à la fois pour le Championnat du Mékong des clubs 2016 et la Coupe de l'AFC 2017. 
Pour une raison indéterminée, le club de Hoang Anh Attapeu FC, champion en 2014, ne prend pas part à la compétition cette saison.

## Les clubs participants
- National University of Laos FC - Promu de First Division
- Saythany City FC - Promu de First Division
- VSV United FC - Promu de First Division
- Lao Army Football Club - Promu de First Division
- Lao Police Football Club
- Lanexang United Football Club
- CSC Champa FC
- Electricité du Laos FC
- IDSEA Champasak United
- Young Elephant FC
- Savan United FC
- Lao Toyota FC
- Eastern Star FC
- Ezra FC

## Compétition

### Classement
Le classement est établi sur le barème de points classique (victoire à 3 points, match nul à 1, défaite à 0). Pour départager les égalités, on tient d'abord compte des confrontations directes, de la différence de buts générale, puis du nombre de buts marqués.
| Rang | Équipe                          | Pts | J  | G  | N  | P  | Bp | Bc  | Diff |
| ---- | ------------------------------- | --- | -- | -- | -- | -- | -- | --- | ---- |
| 1    | Lanexang United Football ClubC  | 73  | 26 | 24 | 1  | 1  | 92 | 14  | +78  |
| 2    | Lao Toyota FCT                  | 67  | 26 | 22 | 1  | 3  | 85 | 11  | +74  |
| 3    | CSC Champa FC                   | 54  | 26 | 16 | 6  | 4  | 57 | 24  | +33  |
| 4    | Electricité du Laos FC          | 46  | 26 | 14 | 4  | 8  | 78 | 44  | +34  |
| 5    | National University of Laos FCP | 44  | 26 | 14 | 2  | 10 | 43 | 36  | +7   |
| 6    | VSV United FCP                  | 43  | 26 | 12 | 7  | 7  | 52 | 46  | +6   |
| 7    | Savan United FC                 | 41  | 26 | 11 | 8  | 7  | 59 | 36  | +23  |
| 8    | Lao Police Football Club        | 27  | 26 | 8  | 3  | 15 | 45 | 54  | -9   |
| 9    | Lao Army Football ClubP         | 26  | 26 | 6  | 8  | 12 | 41 | 57  | -16  |
| 10   | Ezra FC                         | 25  | 26 | 7  | 4  | 15 | 37 | 61  | -24  |
| 11   | Young Elephant FC               | 21  | 26 | 3  | 12 | 11 | 17 | 45  | -28  |
| 12   | Saythany City FCP               | 16  | 26 | 4  | 4  | 18 | 36 | 106 | -70  |
| 13   | IDSEA Champasak United          | 14  | 26 | 2  | 8  | 16 | 19 | 60  | -41  |
| 14   | Eastern Star FC                 | 14  | 26 | 4  | 2  | 20 | 24 | 91  | -67  |

|  | Qualification pour le Championnat du Mékong des clubs 2016 et la Coupe de l'AFC 2017   |
|  | Qualification pour la Coupe de l'AFC 2017                                              |
|  | T : Tenant du titre C : Vainqueur de la Coupe du Laos P : Club promu de First Division |

## Bilan de la saison
| Championnat du Laos de football 2016 |                                           |
| Champion                             | Lanexang United Football Club (1er titre) |
| Coupes et trophées                   |                                           |
| Vainqueur de la Coupe du Laos 2016   | Lanexang United Football Club             |
| Qualifications continentales         |                                           |
| Championnat du Mékong des clubs 2016 | Lanexang United Football Club             |
| Coupe de l'AFC 2017                  | Lanexang United Football Club             |
| Coupe de l'AFC 2017                  | Lao Toyota FC                             |
| Promotions et relégations            |                                           |
| Promus en Premier League             | Inconnus                                  |
| Relégués en First Division           | Inconnus                                  |